# Dromomania (album)
Dromomania è un album discografico di Luigi Grechi, pubblicato dalla casa discografica CBS Records nel 1987.

## Tracce

### LP
Lato A
1. Dromomania (L.A. Freeway) – 4:54 (Luigi Grechi, Guy Clark)
2. Dublino – 4:34 (Francesco De Gregori, Luigi Grechi)
3. Supergatto – 2:59 (Luigi Grechi)
4. Motels (Dreamin' My Dreams) – 3:03 (Luigi Grechi, Allen Reynolds)

Lato B
1. 40° Ruggenti – 3:56 (Luigi Grechi)
2. El Paso – 4:19 (Luigi Grechi)
3. Diretto per il cielo – 3:11 (Luigi Grechi)
4. Barry – 4:20 (Luigi Grechi)

## Musicisti
- Luigi Grechi - voce
- Aldo Banfi - sintetizzatore
- Guido Guglielminetti - basso
- Vincenzo Mancuso - chitarra
- Ricky Mantoan - dobro, pedal steel guitar
- Gilberto Martellieri - pianoforte, Fender Rhodes, sintetizzatore (brano: Barry)
- Elio Rivagli - batteria

Note aggiuntive
- Francesco De Gregori e Filippo Bruni - produttori (per la Serraglio S.r.l.)
- Registrazioni effettuate presso Studio R.P.R di Empoli
- G. Maiani e T. Soddu - tecnici del suono
- Trasferimento su disco effettuato da Daniele Delfitto
- CBS Creative Services - copertina album[1]